# ファンデリア (アルバム)
『ファンデリア』はロックバンド、くるりのインディーズ2ndミニアルバム。1998年5月15日にBad News Recordsからリリースされた。また2002年6月21日には『ファンデリア（おまけつき）』として再発されている。

## 概要
『もしもし』に続くインディーズ2ndミニアルバム。アルバム名は冷房が一般化する以前の鉄道車両（主に電車）の換気装置「ファンデリア」からとられた。
後におまけつきとして再発され、「続きのない夢の中」のPVや京都時代に撮影された写真などがおさめられた。現在、配信限定アルバム『108% Bad News』でそのPVを見ることができる。

## 収録曲
| 全作詞: 岸田繁（特記以外）。 |                                                    |                     |                   |      |
| #                            | タイトル                                           | 作詞                | 作曲              | 時間 |
| 1.                           | 「Interlude」                                      | 岸田繁 （特記以外） | 岸田繁            | 1:02 |
| 2.                           | 「モノノケ姫」                                     | 岸田繁 （特記以外） | 岸田繁            | 4:17 |
| 3.                           | 「Old-fashioned」                                  | 岸田繁 （特記以外） | 岸田繁            | 4:14 |
| 4.                           | 「続きのない夢の中」                               | 岸田繁 （特記以外） | 岸田繁            | 6:12 |
| 5.                           | 「雨」                                             | 岸田繁 （特記以外） | 岸田繁            | 5:09 |
| 6.                           | 「Supper」                                         | 岸田繁 （特記以外） | 佐藤征史          | 1:05 |
| 7.                           | 「坂道」(作詞: 平林優 & 岸田繁)                    | 岸田繁 （特記以外） | 岸田繁            | 5:50 |
| 8.                           | 「Yes mom I'm so lonely」(作詞: 岸田繁 & 佐藤征史) | 岸田繁 （特記以外） | 岸田繁 & 佐藤征史 | 5:20 |
| 合計時間:                    | 合計時間:                                          | 合計時間:           | 33:09             |      |

### 曲解説
1. Interlude
アコースティックギターとピアノによるインストゥルメンタル曲。
2. モノノケ姫
「ジェームズボンドのテーマ」風のコピーが入る。
3. Old-fashioned
4. 続きのない夢の中
5. 雨
6. Supper
インストゥルメンタル曲。
7. 坂道
『108% Bad News』にも収録。平林優はくるり結成前にメンバー三人が結成していたバンド、ファウル54のボーカリスト。「続きのない夢の中」のPV監督でもあり、くるりのメジャーデビュー後はマネージャーとしても活動。
8. Yes mom I'm so lonely

## 演奏
- 岸田繁：Vocal, Guitar, Piano, Analog Synthesizer, SE
- 佐藤征史：Bass, Termin, Guitar, Chorus, SE
- 森信行：Drums, Percussion, Analog Synthesizer, Chorus, SE
- 片山智之 (SPACE KUNG-FU MAN)：Guitar (#9)
- 小林ハジメ (SPACE KUNG-FU MAN)：Guitar (#2)
- 藤井寿博：MD (#9)
- 平林優：Background Vocal (#8)